# کارن کاوالریان
کارن کاوالریان (ارمنی: Կարեն Կավալերյան؛ زادهٔ ۵ ژوئن ۱۹۶۱) شاعر، و ترانه‌سرا ارمنی‌تبار اهل روسیه است.

## مسابقه آواز یوروویژن
| کشور     | سال  | ترانه                      | هنرمند          | مکان               | امتیازات             | آهنگساز          |
| -------- | ---- | -------------------------- | --------------- | ------------------ | -------------------- | ---------------- |
| روسیه    | ۲۰۰۲ | "Northern Girl"†۱          | نخست‌وزیر        | ۱۰                 | ۵۵                   | کیم برایتبورگ    |
| روسیه    | ۲۰۰۶ | "Never Let You Go"†۲       | دیما بیلان      | ۲ (نیمه‌نهایی: ۳ام) | ۲۴۸ (نیمه‌نهایی: ۲۱۷) | آلکساندر لونیوف  |
| بلاروس   | ۲۰۰۷ | "Work Your Magic"          | دیمیتری کولدون  | ۶ (نیمه‌نهایی: ۴ام) | ۱۴۵ (نیمه‌نهایی: ۱۷۶) | فیلیپ کیرکوروف   |
| ارمنستان | ۲۰۰۷ | "هروقتی که تو نیاز داری"†۳ | هایکو (خواننده) | ۸ (نیمه‌نهایی: —)   | ۱۳۸ (نیمه‌نهایی: —)   | هایکو            |
| اوکراین  | ۲۰۰۸ | "Shady Lady"               | آنی لوراک       | ۲ (نیمه‌نهایی: ۱)   | ۲۳۰ (نیمه‌نهایی: ۱۵۲) | فیلیپ کیرکوروف   |
| گرجستان  | ۲۰۰۸ | "Peace Will Come"          | دیانا گورتسکایا | ۱۱ (نیمه‌نهایی: ۵)  | ۸۳ (نیمه‌نهایی: ۱۰۷)  | کیم برایتبورگ    |
| ارمنستان | ۲۰۱۰ | "هسته زردآلو"              | اوا ریواس       | ۷ (نیمه‌نهایی:۶)    | ۱۴۱ (نیمه‌نهایی:۸۳)   | آرمن مارتیروسیان |
| اوکراین  | ۲۰۱۳ | "جاذبه زمین"               | زلاتا اوگنویچ   | ۳ (نیمه‌نهایی:۳)    | ۲۱۴ (نیمه‌نهایی:۱۴۰)  | میخائیل نکراسف   |

†1 Lyrics co-written به همراه Evgene Fridlyand & ایرینا آنتونیان

†2 Lyrics co-written به همراه ایرینا آنتونیان

†3 Lyrics co-written with هایکو (خواننده) (بخش ارمنی)